# Matrimonio igualitario en Querétaro
El matrimonio entre personas del mismo sexo es legal en Querétaro desde el 13 de noviembre de 2021. El 22 de septiembre de 2021, el Congreso estatal aprobó una ley que legaliza el matrimonio entre personas del mismo sexo. La ley se publicó en el boletín oficial del estado el 12 de noviembre y entró en vigor al día siguiente. Anteriormente, las parejas del mismo sexo podían casarse en ocho de los dieciocho municipios de Querétaro, que comprenden el 60% de la población del estado, a pesar de una ley estatal que prohibía el matrimonio entre personas del mismo sexo.

## Historia jurídica

### Antecedentes
La Suprema Corte de Justicia de la Nación dictaminó el 12 de junio de 2015 que las prohibiciones estatales del matrimonio entre personas del mismo sexo son inconstitucionales en todo el país. El fallo del tribunal se considera una "tesis jurisprudencial" y no invalida las leyes estatales, lo que significa que las parejas del mismo sexo a las que se les niega el derecho a casarse aún tendrían que buscar recursos de amparo individuales en los tribunales. El fallo estandarizó los procedimientos para que jueces y tribunales de todo México aprueben todas las solicitudes de matrimonios entre personas del mismo sexo e hizo que la aprobación fuera obligatoria. Específicamente, el tribunal dictaminó que las prohibiciones del matrimonio entre personas del mismo sexo violan los artículos 1 y 4 de la Constitución de México. El artículo 1 de la Constitución establece que "toda forma de discriminación, basada en el origen étnico o nacional, el género, la edad, la discapacidad, la condición social, las condiciones médicas, la religión, las opiniones, la orientación sexual, el estado civil o cualquier otra forma, que viole el la dignidad humana o pretenda anular o disminuir los derechos y libertades de las personas, están prohibidas", y el artículo 4 se refiere a la igualdad matrimonial, señalando que "el varón y la mujer son iguales ante la ley. Esta protegerá la organización y el desarrollo de la familia".
A principios de 2014, dos parejas del mismo sexo interpusieron un recurso de amparo por el derecho a contraer matrimonio. Un tribunal concedió el amparo el 11 de agosto de 2014. Una de las parejas, María Fernanda López Gallegos y Mariana Vega, se casaron en Santiago de Querétaro el 4 de octubre de 2014, y la segunda pareja, Guillermo y Miguel Ángel, se casaron el 17 de enero de 2015 en la misma ciudad. Se solicitó otro amparo en la primera semana de octubre de 2014, que tuvo éxito y el matrimonio se celebró el 28 de enero de 2015. Un cuarto matrimonio entre personas del mismo sexo tuvo lugar el 31 de enero de 2015. Un juez federal aprobó un amparo que involucraba a 55 personas el 23 de abril de 2015. Aseguró que si alguna de las 55 personas involucradas deseaba casarse con su pareja, estaría legalmente permitida para hacerlo. Hasta octubre de 2017, en Querétaro se habían otorgado 13 amparos por el derecho al matrimonio entre personas del mismo sexo.

### Acción legislativa
En septiembre de 2014 se anunció que el Congreso de Querétaro consideraría un proyecto de ley de unión civil elaborado por el defensor del pueblo del estado, Miguel Nava. Originalmente conceptualizado como un proyecto de ley sobre el matrimonio entre personas del mismo sexo, luego se modificó para establecer uniones civiles, ofreciendo algunos de los derechos y beneficios del matrimonio. El 28 de noviembre de 2014, Luis Bernardo Nava Guerrero, presidente de la Comisión Mixta del Congreso, anunció que la legislación se pospondría hasta 2015, aunque finalmente no se produjo ninguna votación. El 13 de junio de 2016, Eric Salas González, presidente del Congreso de Querétaro, dijo que el Congreso esperaría hasta que se legisle el matrimonio entre personas del mismo sexo a nivel federal antes de cambiar las leyes locales.
El 4 de febrero de 2016, la Legislatura Juvenil de 2016 aprobó una moción, en una votación de 38 a 8, que expresaba su apoyo al matrimonio entre personas del mismo sexo.
El 19 de diciembre de 2018, la diputada Laura Patricia Polo Herrera, del Movimiento de Regeneración Nacional (Morena), presentó al Congreso un proyecto de ley que legaliza el matrimonio entre personas del mismo sexo, el concubinato entre personas del mismo sexo y la adopción homoparental. Un portavoz del conservador Partido Acción Nacional (PAN) expresó su apoyo a un análisis y discusión del proyecto de ley. El progreso de la medida se estancó durante los siguientes tres años debido a la oposición de los legisladores conservadores. En noviembre de 2020, el diputado Néstor Domínguez Luna instó al Congreso a discutir y aprobar el proyecto de ley, y en marzo de 2021 un juez federal del Sexto Tribunal de Distrito ordenó al Congreso debatirlo. El 22 de septiembre de 2021, el Congreso aprobó el proyecto de ley en una votación de 20 contra 3.
| Partido político                     | Miembros | Sí | No | Abstención |
| ------------------------------------ | -------- | -- | -- | ---------- |
| Partido Acción Nacional              | 11       | 9  |    | 2          |
| Movimiento de Regeneración Nacional  | 6        | 6  |    |            |
| Partido Revolucionario Institucional | 4        | 3  | 1  |            |
| Partido Verde Ecologista de México   | 1        | 1  |    |            |
| Partido Encuentro Social             | 1        | 1  |    |            |
| Querétaro Independiente              | 1        |    | 1  |            |
| Independiente                        | 1        |    | 1  |            |
| Total                                | 25       | 20 | 3  | 2          |

La ley se publicó en el diario oficial del estado el 12 de noviembre y entró en vigor al día siguiente, el sábado 13 de noviembre de 2021. Fue publicada por el Congreso y no por el gobernador Mauricio Kuri, quien se había negado a firmar el proyecto de ley. El primer matrimonio entre personas del mismo sexo realizado bajo la ley tuvo lugar en Santiago de Querétaro el 3 de diciembre de 2021 entre Osmin Reyes Manzano y Juan Pablo Dorantes.
Se reformó el artículo 137 del Código Civil de Querétaro, para quedar de la siguiente forma:

El matrimonio es una institución en la que se establece un vínculo jurídico por la unión entre dos personas que, con igualdad de derechos y obligaciones, son la base del nacimiento y estabilidad de una familia, así como la realización de una comunidad de vida plena y responsable.

También se modificó el artículo 273 del Código Civil relativo al concubinato:

El concubinato es la unión entre dos personas, libres de matrimonio, con el propósito de integrar una familia y realizar una comunidad de vida con igualdad de derechos y obligaciones.

Los opositores intentaron forzar un referéndum sobre la legislación. Para ello, los grupos opuestos al matrimonio entre personas del mismo sexo tuvieron que reunir 51 852 firmas válidas, lo que representa el 3% de los votantes del estado. En enero de 2022, el Instituto Estatal Electoral de Querétaro (IEEQ) anunció que el referéndum propuesto no se llevaría a cabo ya que los grupos solo habían recogido 8186 firmas antes de la fecha límite.

### Municipios que expiden licencias de matrimonio
Antes de la legalización estatal del matrimonio entre personas del mismo sexo en noviembre de 2021, las parejas del mismo sexo podían casarse legalmente sin necesidad de presentar un recurso de amparo en ocho municipios de Querétaro, que comprenden el 60% de la población del estado. El registrador civil de Santiago de Querétaro anunció el 21 de julio de 2015 que el municipio comenzaría a aceptar solicitudes de matrimonio de parejas del mismo sexo. Siete municipios más habían hecho lo mismo el 4 de enero de 2017; fueron Amealco de Bonfil, Cadereyta, Ezequiel Montes, Huimilpan, Pedro Escobedo, San Joaquín y Tolimán. Los municipios de Colón, Corregidora y Pinal de Amoles reiteraron en enero de 2017 que exigían explícitamente a las parejas del mismo sexo recibir un amparo para poder casarse.
En 2019, en un intento por detener la emisión de licencias de matrimonio a parejas del mismo sexo en la ciudad de Querétaro, las autoridades estatales iniciaron un proceso penal contra el presidente municipal Luis Bernardo Nava. El municipio dejó de emitir licencias en 2019, pero decidió comenzar a emitir licencias de matrimonio a parejas del mismo sexo nuevamente en mayo de 2021.

## Estadísticas
La siguiente tabla muestra el número de matrimonios entre personas del mismo sexo realizados en Querétaro según lo reportado por el Instituto Nacional de Estadística y Geografía. El número de matrimonios entre personas del mismo sexo disminuyó en 2019 después de que la ciudad de Santiago de Querétaro dejó de emitir licencias de matrimonio. Las cifras de 2020 también son inferiores a las de años anteriores debido a las restricciones impuestas por la pandemia de COVID-19.
| Año  | Mismo sexo | Mismo sexo | Mismo sexo | Distinto sexo | Total | % mismo sexo |
| Año  | Femenino   | Masculino  | Total      | Distinto sexo | Total | % mismo sexo |
| ---- | ---------- | ---------- | ---------- | ------------- | ----- | ------------ |
| 2015 | 3          | 2          | 5          | 9470          | 9475  | 0.05%        |
| 2016 | 14         | 6          | 20         | 9085          | 9105  | 0.22%        |
| 2017 | 14         | 18         | 32         | 9555          | 9587  | 0.33%        |
| 2018 | 27         | 17         | 44         | 8642          | 8686  | 0.51%        |
| 2019 | 2          | 5          | 7          | 8848          | 8855  | 0.08%        |
| 2020 | 4          | 5          | 9          | 5622          | 5631  | 0.16%        |

## Opinión pública
Una encuesta de opinión de 2017 realizada por Gabinete de Comunicación Estratégica encontró que el 54% de los residentes de Querétaro apoyaban el matrimonio entre personas del mismo sexo, mientras que el 43% se oponía.
Según una encuesta de 2018 del Instituto Nacional de Estadística y Geografía, el 32% del público queretano se oponía al matrimonio entre personas del mismo sexo.
Una encuesta de 2020 realizada por la Universidad Autónoma de Querétaro mostró que el 63% de los residentes de Querétaro apoyaban el matrimonio entre personas del mismo sexo, y el apoyo aumentaba al 67% en la ciudad de Querétaro.